# Fendlera wrightii
Fendlera wrightii là một loài thực vật có hoa trong họ Tú cầu. Loài này được (Engelm. & A.Gray) A.Heller mô tả khoa học đầu tiên năm 1897.